# National Institute of Dramatic Art
Das National Institute of Dramatic Art (NIDA) ist eine staatliche Ausbildungsstätte des tertiären Bildungsbereichs für Theater, Film und Fernsehen in Sydney.
Sie wurde 1958 als Schauspielschule gegründet und hat ihr Ausbildungsprogramm ständig erweitert. Gelehrt wird nunmehr die Ausübung der darstellenden Kunst für alle Medien sowie deren Produktionsmethoden. Bachelor und Master können erworben werden. Die Aufnahme erfolgt durch eine rigorose Eignungsprüfung.

## Absolventen
- Simon Baker
- Eric Bana
- Steve Bisley
- Rachael Blake
- Cate Blanchett
- Laura Brent
- Tom Burlinson
- Josephine Byrnes
- Tina Bursill
- Bridie Carter
- Toni Collette
- Essie Davis
- Judy Davis
- Jerome Ehlers
- Colin Friels
- Mel Gibson
- Robert Grubb
- Aaron Jeffery
- Justin Kurzel
- Katherine Langford
- Daniel Lapaine
- Tom Long
- Baz Luhrmann
- Catherine McClements
- Andrew McFarlane
- Jacqueline McKenzie
- Greg Mclean
- Charles Mesure
- Helen Mutkins
- Robyn Nevin
- Bojana Novaković
- Alex O’Loughlin
- Miranda Otto
- Myles Pollard
- Susie Porter
- Mark Priestley
- Philip Quast
- Emilie de Ravin
- Richard Roxburgh
- Geoffrey Rush
- Jim Sharman
- Anthony Simcoe
- Ian Stenlake
- Pamela Stephenson
- Yael Stone
- Sonia Todd
- Eddie Ritchard
- Kathryn Hartman
- Anna Torv
- Deborah Kara Unger
- Hugo Weaving
- Sam Worthington